# Colombia en los Juegos Olímpicos de Tokio 1964
Colombia estuvo representada en los Juegos Olímpicos de Tokio 1964 por un total de 20 deportistas masculinos que compitieron en 6 deportes.
El portador de la bandera en la ceremonia de apertura fue el esgrimidor Emilio Echeverry. El equipo olímpico colombiano no obtuvo ninguna medalla en estos Juegos.